# Lugaid II Laimderg
Lugaid II Laimderg (staroirl.: Lugaidh Laimhdhearg; Lugaid o Rękach Splamionych Krwią) – legendarny zwierzchni król Irlandii z dynastii Milezjan (linia Emera) w latach 425-421 p.n.e. Syn Eochaida V Uairchesa, zwierzchniego króla Irlandii.
Objął zwierzchni tron w wyniku zabójstwa Eochaida VI Fiadmuine oraz usunięcia Conainga Begeglacha, którzy zagarnęli władzę w wyniku mordu na jego ojcu. Według Lebor Gabála Érenn („Księga najazdów Irlandii”) objął tylko południową część kraju, zaś Conaing miał zachować władzę nad północną częścią. Lugaid panował w Irlandii przez cztery lub siedem lat, gdy został zabity przez Conainga, który odzyskał w ten sposób utraconą władzę. Lugaid pozostawił po sobie syna Arta, przyszłego mściciela ojca oraz zwierzchniego króla Irlandii.